# Jamón Jamón
Jamón Jamón este un film de comedie spaniol din 1992 regizat de Bigas Luna. Rolurile principale sunt interpretate de actorii Penélope Cruz și Javier Bardem.

## Distribuție
- Penélope Cruz - Silvia
- Javier Bardem - Raúl Gonzales
- Jordi Mollà - José Luis
- Stefania Sandrelli - Concgita, mama lui José Luis
- Anna Galiena - Carmen, mama Silviei
- Juan Diego - Manuel, tatăl lui José Luis
- Tomás Martín - José Gabrieles - prietenul lui Raúl